# Эйнем (товарищество)
Эйнем (товарищество «Эйнем») — российская фирма второй половины XIX — начала XX веков, производитель кондитерских изделий; основное предприятие стало фабрикой «Красный Октябрь».

## История
Датой основания фирмы Эйнема считается 1850 год, когда Теодор Фердинанд фон Эйнем с разрешения Ремесленной палаты открыл на Арбате в доме Ариоли мастерскую по производству шоколада и конфет. В 1855 году кондитерская была переведена в дом Рудакова на Петровке.

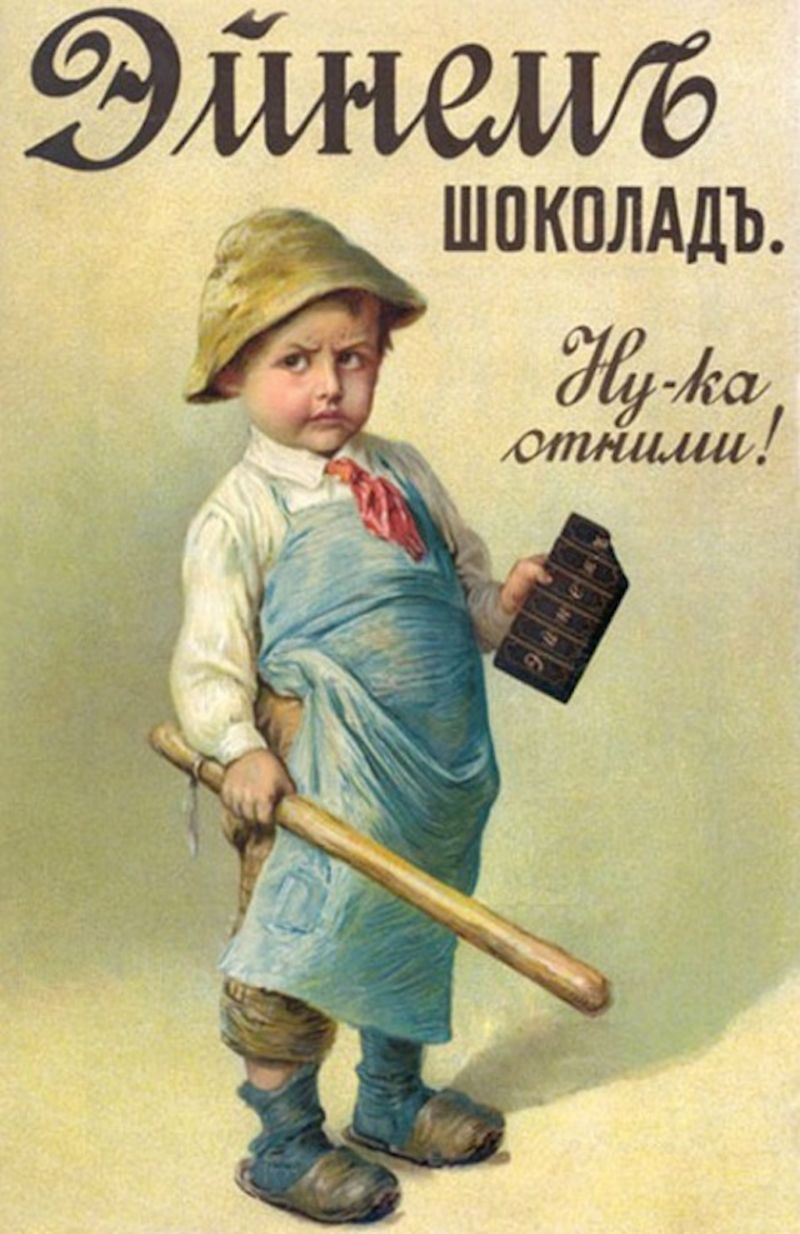
Реклама шоколада от Эйнем

В 1865 году продукция фирмы была представлена на Московской выставке Русских мануфактурных произведений. Были представлены какао и шоколад, сиропы, эссенции, карамель и варенье.

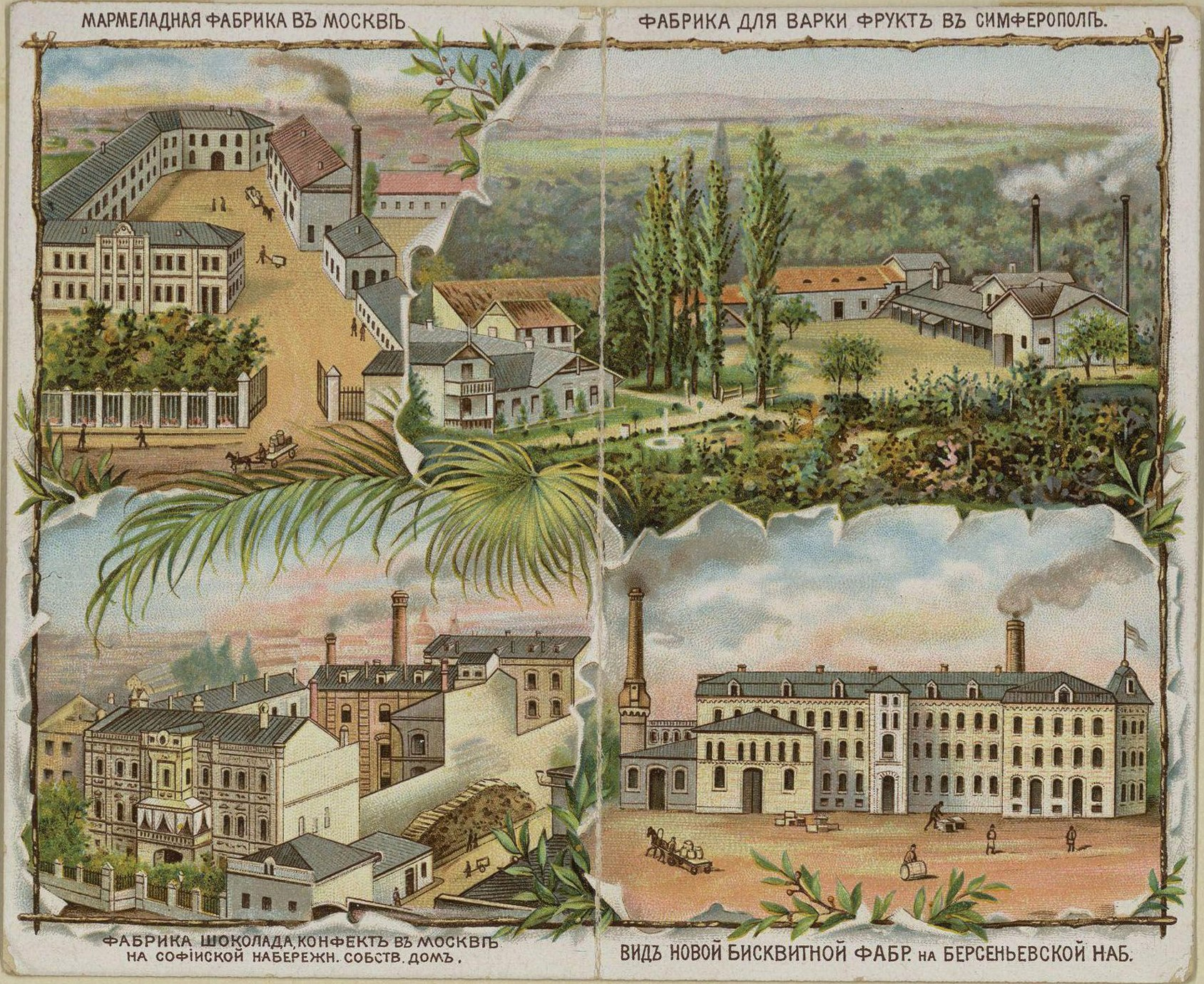
Реклама товарищества «Эйнем», 1890-е

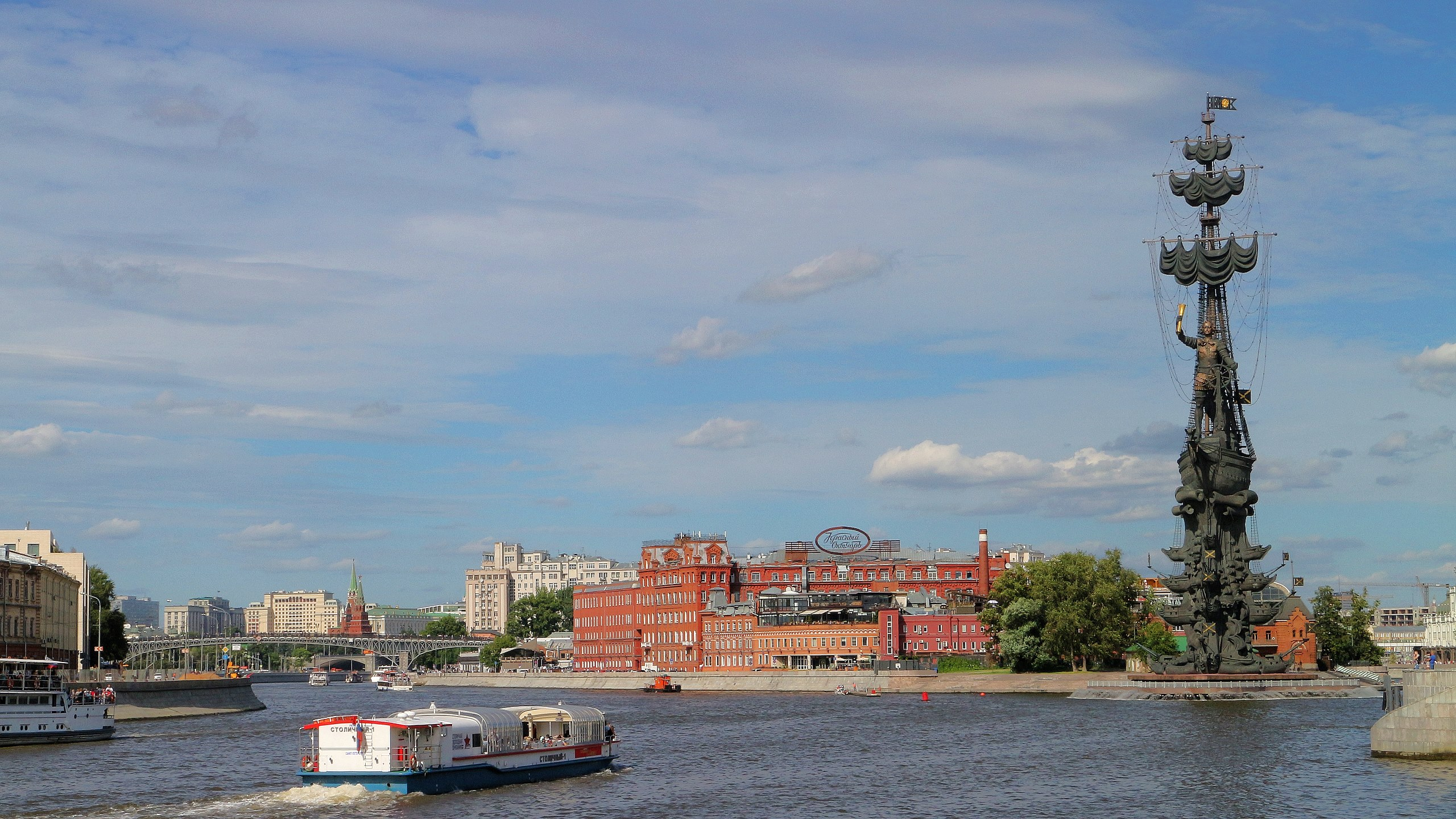
Бывшее здание фабрики на Берсеневской набережной, 2017 г

В 1866 году супруга Теодора Эйнема, Каролина Карловна, приобрела участок на Софийской набережной под номером 6. Сразу же началось строительство парового отделения. В 1867 году Теодор Эйнем вместе со своим партнёром Юлиусом Гейсом приобрели паровую машину и кондитерская фабрика «Эйнем» на Софийской набережной Москвы-реки начала производство. В справочнике «Фабрично-заводские предприятия Российской империи» появляется первая официальная запись о фирме: «Эйнем. Товарищество паровой фабрики шоколада, конфект и чайных печений».
Новое здание фабрики построили в августе 1871 года. В нём выпускалась почти половина московских кондитерских изделий.
Руководство фабрикой полностью перешло к Юлиусу Гейсу после смерти основателя Теодора Эйнема в 1876 году. Привычное и популярное среди москвичей и россиян название компании решили не менять.
В 1869—1870 годах Эйнем приобрел участок на Берсеневской набережной, и основные производственные мощности кондитерской фабрики были перемещены в новое помещение.
Продукция фирмы «Эйнем» продавалась в Москве в 16 фирменных магазинах.
В 1896 году продукция «Эйнем» была награждена золотой медалью на Всероссийской промышленно-художественной выставке. В 1900 году за качество шоколада и ассортимент фирма получила Гран-при на Всемирной выставке в Париже.
В 1913 году «Эйнем» получило звание поставщика двора Его Императорского Величества.
Во время Первой мировой войны на деньги Эйнема на фронт был отправлен вагон печенья, также были организованы лазареты для раненых воинов при фабриках товарищества в Москве и Симферополе. Тем не менее, в начале 1915 года компания была лишена звания поставщика двора ЕИВ.
После революции в 1918 году предприятие национализировали, а в 1922 году товарищество «Эйнем» переименовали в «Красный Октябрь». Из-за популярности старой марки ещё несколько лет после переименования на упаковке указывалось «Бывш. Эйнем».

## Известные образцы ассортимента
В 1911 году товарищество «Эйнем» по случаю юбилея 50-летия Крестьянской реформы выпустило конфеты «19 октября».
В 1913 году, во время празднования 300-летия Дома Романовых, фабрика начала производство конфет «Мишка косолапый», которые до сих пор выпускаются «Красным Октябрем».

## Реклама

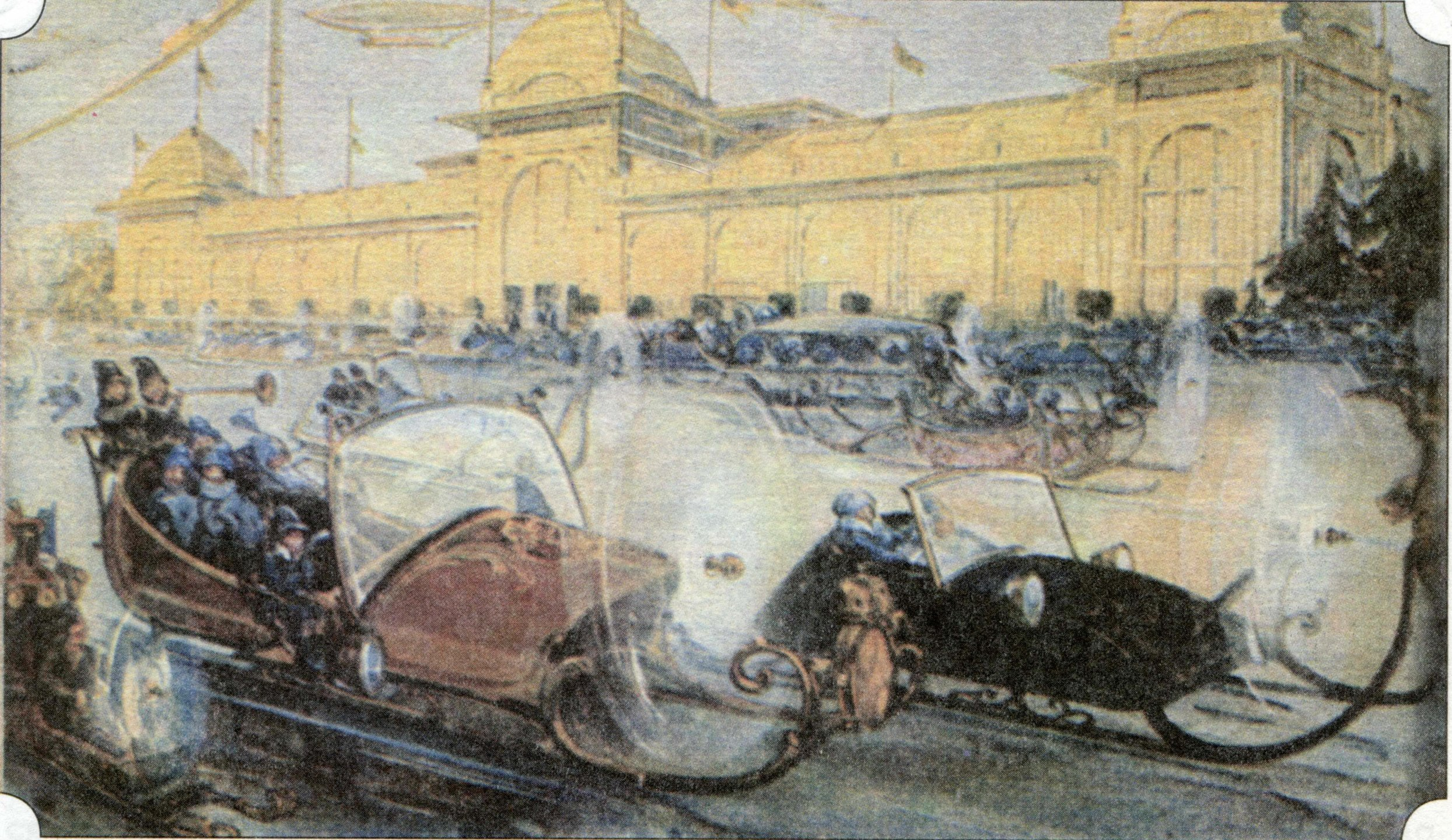
«Москва будущего. Санкт-Петербургское шоссе в 2259 году». Открытка 1914 года

В 1914 году «Эйнем» выпустил серию футуристических открытых писем «Москва будущего». Открытки переносят в 2259 год, где москвичи передвигаются на электрических аэросанях. Дорога Москва-Петербург полностью сделана изо льда. Над городом курсируют дирижабли и аэропланы, функционирует воздушная железная дорога. Изменился мировой порядок: в Гааге был заключен мирный договор, согласно которому упразднены военные флоты. Москва стала международным торговым портом, и по Москва-реке курсируют торговые корабли всех стран мира. В городе открыты воздушные и земные вокзалы. Люди передвигаются со скоростью телеграмм. По Красной площади снуют мотоциклы, велосипеды, автомобили; над площадью — аэростаты и дирижабли, а в центре — полицейский с саблей.